# Blue Bird Tour
Die Blue Bird Tour ist eine Skisprung-Wettkampfserie, die als Teil des Skisprung-Weltcups der Damen ausgetragen wird. 
Es werden insgesamt vier Wettbewerbe auf drei Schanzen in Russland ausgetragen. Die Tour besteht in chronologischer Reihenfolge aus zwei Wettbewerben auf der Normalschanze Tramplin Stork in Nischni Tagil sowie aus jeweils einem Wettbewerb auf der Normal- und der Großschanze der Schanzenanlage Sneschinka von Tschaikowski. Das abschließende Springen von der Großschanze in Tschaikowski bildet damit gleichzeitig das Weltcupfinale der Damen.
Die Blue Bird Tour fand erstmals zur Saison 2018/19 als Teil des Weltcup-Programms statt, die Wettkämpfe bildeten den Abschluss der Saison 2018/19 für die Damen. Erste Gesamtsiegerin war die Deutsche Juliane Seyfarth.
In der Saison 2019/20 fiel die Tour durch den vorzeitigen Saisonabbruch im März 2020 aufgrund der COVID-19-Pandemie aus. In der Saison 2021/22 sowie im Folgejahr wurde die Tour aufgrund des russischen Angriffskrieges gegen die Ukraine abgesagt.

## Austragungsorte
Die Tour wird auf folgenden drei Schanzen in Russland ausgetragen:
| Ort           | Schanze                              | Schanzenrekord                                                                    |
| ------------- | ------------------------------------ | --------------------------------------------------------------------------------- |
| Nischni Tagil | Tramplin Stork Normalschanze, HS 100 | 102,5 m Michail Maximotschkin (27. März 2014) Laurent Muhlethaler (11. März 2018) |
| Tschaikowski  | Sneschinka Normalschanze, HS 102     | 109,5 m Anže Lanišek (10. September 2017)                                         |
| Tschaikowski  | Sneschinka Großschanze, HS 140       | 147,0 m Dmitri Wassiljew (10. Januar 2017)                                        |

## Siegerliste

### Einzelwettbewerb
| Ausgabe | Jahr | Siegerin                                                         | Zweite                                                           | Dritte                                                           |
| ------- | ---- | ---------------------------------------------------------------- | ---------------------------------------------------------------- | ---------------------------------------------------------------- |
| 1       | 2019 | Juliane Seyfarth                                                 | Maren Lundby                                                     | Katharina Althaus                                                |
|         | 2020 | Saisonabbruch aufgrund der COVID-19-Pandemie                     | Saisonabbruch aufgrund der COVID-19-Pandemie                     | Saisonabbruch aufgrund der COVID-19-Pandemie                     |
| 2       | 2021 | Marita Kramer                                                    | Sara Takanashi                                                   | Nika Kriznar                                                     |
|         | 2022 | Absage aufgrund des russischen Angriffskrieges gegen die Ukraine | Absage aufgrund des russischen Angriffskrieges gegen die Ukraine | Absage aufgrund des russischen Angriffskrieges gegen die Ukraine |

### Teamwettbewerb
| Ausgabe | Jahr | Siegerinnen | Zweite    | Dritte      |
| ------- | ---- | ----------- | --------- | ----------- |
| 1       | 2021 | Österreich  | Slowenien | Deutschland |